# نص بيزنطي

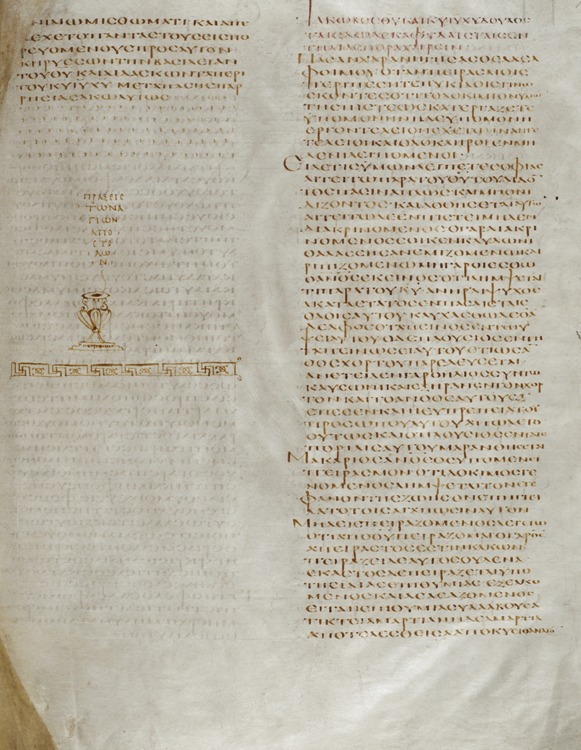
المخطوطة الإسكندرانية

النص البيزنطي ويسمى أيضا نص الأغلبية أو النص الكنيسي التقليدي أو النص السوري أو القسطنطيني هو أحد أنواع نصوص العهد الجديد اليونانية في النقد النصي. يستخدم لوصف مجموعة ونوعية من المخطوطات الكتابية وهو النص الموجود في معظم المخطوطات الباقية. ويعتمد نص العهد الجديد لبطريركية القسطنطينية للكنيسة الأرثوذكسية اليونانية على هذا النوع. وهو ما يظهر في النص المتلقى اليوناني المستعمل في معظم ترجمات عصر الإصلاح إلى اللغات المحلية، بينما تستعمل الترجمات الحديثة نصا مركبا هو أقرب للنص الإسكندراني.
يشار لهذا النص عادة بالاختصار {\displaystyle {\mathfrak {M}}} أو Byz.

## أهم شواهد النص البيزنطي
| Sign     | Name                   | Date   | Content                     |
| A (02)   | المخطوطة الإسكندرانية  | c. 400 | Gospels                     |
| C (04)   | سفر أفرام              | 5th    | Gospels                     |
| W (032)  | مخطوطة واشنطونيانس     | 5th    | Matt 1-28; Luke 8:13–24:53  |
| Q (026)  | Codex Guelferbytanus B | 5th    | Luke–John                   |
| 061      | –                      | 5th    | 1 Tim 3:15-16; 4:1-3; 6:2-8 |
| Ee (07)  | Codex Basilensis       | 8th    | Gospels                     |
| Fe (09)  | Codex Boreelianus      | 9th    | Gospels                     |
| Ge (011) | Codex Seidelianus I    | 9th    | Gospels                     |
| He (013) | Codex Seidelianus II   | 9th    | Gospels                     |
| L (020)  | Codex Angelicus        | 9th    | Acts, CE, Pauline Epistles  |
| V (031)  | Codex Mosquensis II    | 9th    | Gospels                     |
| Y (034)  | Codex Macedoniensis    | 9th    | Gospels                     |
| Θ (038)  | Codex Koridethi        | 9th    | Gospels (except Mark)       |
| S (028)  | Codex Vaticanus 354    | 949    | Gospels                     |

## مواقع خارجية
- Online version of The New Testament in the Original Greek - Byzantine Textform 2005, Edited by Maurice A. Robinson and William G. Pierpont
- http://www.skypoint.com/members/waltzmn/ByzPrior.html
- The Gospel According to John in the Byzantine Tradition
- http://www.biblebelievers.com/Hills_KJVD_Chapter7.htm